# Miremont, Haute-Garonne

Miremont este o comună în departamentul Haute-Garonne din sudul Franței. În 2009 avea o populație de 2.025 de locuitori.

## Evoluția populației
| An        | 1975 | 1982  | 1990  | 1999  | 2006  | 2009  |
| --------- | ---- | ----- | ----- | ----- | ----- | ----- |
| Populație | 866  | 1.078 | 1.217 | 1.445 | 1.837 | 2.025 |